# Ianíkovo
Ianíkovo (en rus: Яниково) és un poble de la República de Marí El, a Rússia, que en el cens del 2010 tenia 120 habitants. Pertany al districte rural de Kozmodemiansk.